# Capoeta mauricii
Capoeta mauricii är en fiskart som beskrevs av Küçük, Turan, Sahin och Gülle 2009. Capoeta mauricii ingår i släktet Capoeta och familjen karpfiskar. Inga underarter finns listade.